# Focke-Wulf P VII

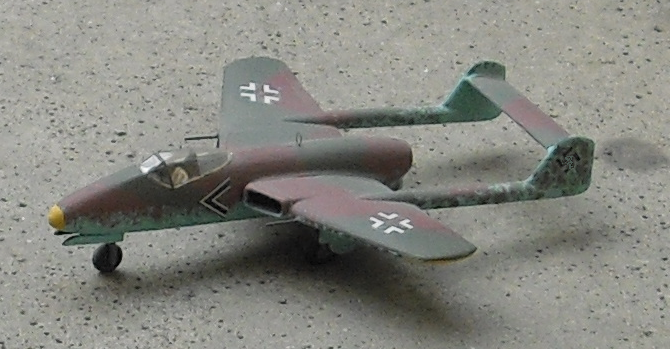
Focke-Wulf P VII. Модель

Focke-Wulf P VII «Flitzer» (Фокке-Вульф П VII «Флітцер») — німецький винищувач компанії Focke-Wulf Flugzeugbau AG завершальної фази Другої світової війни з гібридним приводом (ракетно-реактивним).

## Історія
Роботи над проєктом VI у Focke-Wulf розпочались у березні 1943 року. У лютому 1944 розробка була схвалена, змінена назва на проєкт VII і введена кодова назва «Flitzer». У березні 1944 було виготовлено повномасштабний макет з дерева. Крила мали помірну стріловидність 32°. Від них йшли хвостові балки, з'єднані високо розміщеним стабілізатором. У задній частині фюзеляжу планували розмістити турбореактивний двигун, повітрязабірники якого мали б розміщатись в основі крил біля фюзеляжу. При старті планували використовувати ракетний рушій Walter HWK 109—509, розміщений під фюзеляжем, від якого зрештою відмовились. Імперське міністерство авіації не проявило інтересу до P VII, а компанія Focke-Wulf зосередила зусилля на проєкті Ta 183. Запроєктовані технічні характеристики одномоторного Focke-Wulf P VII перевищували показники запущеного у серію двомоторного Messerschmitt Me 262.
Аналогічне компонування мав інший проєкт гвинтового Focke-Wulf Fighter з поршневим мотором BMW803
По зовнішньому вигляду, конструктивних рішеннях Focke-Wulf P VII нагадує післявоєнний британський винищувач de Havilland Vampire, розробка якого розпочалась 1943.

### Технічні дані Focke-Wulf P VII
|                            |                                                      |
| Параметри                  | Розміри                                              |
| Довжина                    | 10,55 м                                              |
| Розмах крил                | 8.0 м                                                |
| Висота                     | 2,35 м                                               |
| Площа крил                 | 17,00 м2                                             |
| Двигун                     | 1×Heinkel HeS 011 • 1×Walter HWK 109-509A            |
| Тяга                       | кН                                                   |
| Екіпаж                     | 1                                                    |
| Маса порожнього            | 2.730 кг                                             |
| Маса стартова              | 4.350 кг                                             |
| Максимальна швидкість      | 955 км/год                                           |
| Максимальна висота польоту | 13.800 м                                             |
| Озброєння                  | 2×30-мм MK 103 чи 2×30-мм MK 108 — 2×20-мм MG 151/20 |
| Тривалість польоту         | 1 год 50 хв                                          |